# ポピュラー音楽の音楽家一覧 (個人)
ポピュラー音楽の音楽家一覧 (個人) （ポピュラーおんがくのおんがくかいちらん こじん）は、日本以外のポピュラー音楽の音楽家の一覧。
歌手や演奏家を兼ねない、作曲家・編曲家を除く。

## あ行

### あ
- アイク・ターナー
- アイザック・ヘイズ
- アイシャ・ラドワーン
- アイス・キューブ
- アイリーン・キャラ
- アヴリル・ラヴィーン
- アオシュエン・リ
- アクセル・ルディ・ペル
- アクセル・ローズ
- アジス
- アシャンティ
- アシュリー・シンプソン
- アシュレイ・ティスデイル
- アストラッド・ジルベルト
- アゼリン・デビソン
- アタウアルパ・ユパンキ
- アダム・クレイトン
- アダム・デヴリン
- アッシャー
- アッティラ・シハー
- アディエマス
- アデリーナ・イスマイリ
- アート・ガーファンクル
- アート・テイタム
- アート・ネヴィル
- アート・ファーマー
- アート・ブレイキー
- アート・リンゼイ
- アナ・ラジェン
- アーニー・アイズレー
- アニタ・オデイ
- アニタ・ベイカー
- アニー・ハズラム
- アネット・オルゾン
- アネリア
- アノーラ
- アビー・リンカーン
- アフリカ・バンバータ
- アミエル
- アラニス・モリセット
- アラン・トゥーサン
- アラン・ホールズワース
- アラン・ホワイト
- アラン・メリル
- アリ・コイヴネン
- アリク・マーシャル
- アリシア
- アリシア・キーズ
- アリス・クーパー
- アリス・コルトレーン
- アリーヤ
- アール・キング
- アル・クーパー
- アル・グリーン
- アール・クルー
- アル・ジャロウ
- アル・スチュワート
- アル・ディ・メオラ
- アルバート・キング
- アルバート・コリンズ
- アルバート・リー
- アル・ヤンコヴィック
- アレキシ・ライホ
- アレクシス・コーナー
- アレサ・フランクリン
- アレックス・アクーニャ
- アレックス・ヴァン・ヘイレン
- アレックス・ジェームス
- アレックス・ライフソン
- アーロン・クォック
- アーロン・ネヴィル
- アンガス・ヤング
- アンジー・ストーン
- アンソニー・キーディス
- アンソニー・ハミルトン
- アンソニー・フィリップス
- アンダース・オズボーン
- アンダース・ビョーラー
- アンディ・ウィリアムズ
- アンディ・ギブ
- アンディ・サマーズ
- アンディ・デリス
- アンディ・パートリッジ
- アンディ・ベル
- アンディ・ラウ
- アントニオ・カルロス・ジョビン
- アンドリューW.K.
- アンドリュー・ヨーク
- アンドレア・コアー
- アンドレア・バラン
- アンドレス・セゴビア
- アン・ピーブルス
- アン・マレー
- アン・レノックス

### い
- イアン・アンダーソン
- イアン・カーティス
- イアン・ギラン
- イアン・デューリー
- イアン・ヒル
- イアン・ブラウン
- イアン・ペイス
- イアン・マクドナルド
- イアン・マクレガン
- イアン・ロイド
- イヴァナ
- イヴァン・リンス
- イェスパー・ストロムブラード
- イェンス・ヨハンソン
- イギー・ポップ
- イゴール・コロシェフ
- イーサ(Isa) - ジェシカ・ピルナスの別名義
- イーサーン
- イルハン・ミマールオール
- イングヴェイ・マルムスティーン
- インディア・アリー
- インディラ・ラディッチ

### う
- ヴァネッサ・ウィリアムズ（Vanessa Williams）
- ヴァネッサ・カールトン（Vanessa Carlton）
- ヴァネッサ・ハジェンズ
- ヴァネッサ・パラディ
- ヴァルグ・ヴィーケネス
- ヴァンゲリス
- ヴァン・ダイク・パークス
- ヴァン・モリソン
- ヴィヴィアン・キャンベル
- ヴィタス
- ヴィック・チェスナット
- ヴィニー・カリウタ
- ヴィニシウス・カントゥアリア
- ヴィニー・ムーア
- ウィリー・ネルソン
- ウィル・アイ・アム
- ウィルソン・ピケット
- ウィルソン・フィリップス
- ウィル・チャンピオン
- ウィル・ヤング
- ウェイン・ショーター
- ヴェスタ・ウィリアムズ
- ヴェッセリーナ・カサロヴァ
- ヴェロニカ (歌手)
- ウォルター・ベッカー
- ウスタタ
- ウタダ
- ウディ・ガスリー
- ウリ・ジョン・ロート

### え
- エイコン
- エイドリアン・アーランドソン
- エイドリアン・スミス
- エイドリアン・ブリュー
- エイミー・スチュワート
- エイミー・マン
- エイミー・マクドナルド
- エイミー・リー
- エイミー・ワインハウス
- エイメリー
- エヴァ・ソネット
- エクストラ・ニーナ
- エズ・チェスターズ
- エシル・デュラン
- エセル・マーマン
- エタ・ジェイムス
- エットレ・リゴッティ
- エディ・コクラン
- エディ・ジョブソン
- エディット・ピアフ
- エディ・ヘイゼル
- エディ・マネー
- エディ・リーダー
- エドウィン・スター
- エド・グラハム
- エドワード・ヴァン・ヘイレン
- エミネム
- エミリア
- エミリオ・プジョル
- エミー・ロッサム
- エラ・フィッツジェラルド
- エリオット・スミス
- エリオット・ヤミン
- エリカ・バドゥ
- エリス・レジーナ
- エリック・カルメン
- エリック・クラプトン
- エリック・ゲイル
- エリック・シンガー
- エリック・スチュワート
- エリック・ベネイ
- エリック・マーティン
- エルヴィス・コステロ
- エルヴィス・プレスリー
- エルトン・ジョン
- エルトン・ディーン
- エルヴィン・ジョーンズ
- エレーヌ・マルタン
- エレノア・アカデミア
- エンプ・ヴオリネン
- エンヤ
- エンリケ・イグレシアス

### お
- オジー・オズボーン
- オスカー・ピーターソン
- オーティス・クレイ
- オーティス・レディング
- オーネット・コールマン
- オービー・トライス
- オマー・ハキム
- オリビア・ニュートン＝ジョン
- オロフ・モルク

## か行

### か
- カイ・ハンセン
- ガイ・ベリーマン
- カイリー・ミノーグ
- カエターノ・ヴェローゾ
- カーク・ハメット
- カーク・フランクリン
- カサンドラ・ウィルソン
- カシーフ
- ガスパル・サンス
- ガース・ブルックス
- カーティス・フラー
- カーティス・メイフィールド
- カート・コバーン
- カニエ・ウエスト
- カミーユ
- カメリア
- カーラ・ブレイ
- カーラ・ボノフ
- ガーランド・ジェフリーズ
- カリ
- カーリー・サイモン
- ガルー
- カール・クレイグ
- ガル・コスタ
- カール・パーキンス
- カール・パーマー
- カール・バラー
- カルメン・ミランダ
- カルロス・サンタナ
- カレン・カーペンター
- カロリーナ・ゴチェヴァ

### き
- キコ・ルーレイロ
- ギーザー・バトラー
- キーシャ・コール
- キース・アーバン
- キース・ジャレット
- キース・ムーン
- キース・リチャーズ
- キース・レルフ
- ギター・スリム
- キー・マルセロ
- キム・カーンズ
- キム・ギョンホ
- キム・ワイルド（Kim Wilde）
- キャサリン・マクフィー
- キャシー・デニス（Cathy Dennis）
- キャット・スティーヴンス
- キャット・デルーナ
- ギャビン・デグロウ
- キャブ・キャロウェイ
- キャプテン・ビーフハート
- キャムロン(Cam'Ron)
- キャリー・アンダーウッド
- キャロル・キング
- キャロン・ウィーラー
- キャンディ
- ギュルシェン
- ギルバート・オサリバン
- キング・カーティス

### く
- クインシー・ジョーンズ
- グウェン・ステファニー
- クライヴ・ベイリー
- グラディス・ナイト
- グラハム・ナッシュ
- グラハム・パーカー
- グラハム・ボネット
- グラム・パーソンズ
- クラレンス・ホワイト
- グラント・グリーン
- クーリオ
- クリス・コーネル
- クリス・スクワイア
- クリスタル・ゲイル
- クリスタル・マイヤーズ
- クリスチャン・アルヴェスタム
- クリスティアン・ランタ
- クリスティーナ・アギレラ
- クリスティーナ・ミリアン
- クリストファー・アモット
- クリストファー・クロス
- クリス・トムリン
- クリス・ドレヤ
- クリス・ヒルマン
- クリス・ブラウン
- クリス・マーティン
- クリス・ライス
- クリス・レア
- クリッシー・ハインド
- クリフォード・ブラウン
- クリフ・バートン
- クリフ・リチャード
- クール・キース
- クレイグ・デイヴィッド
- グレイス・ジョーンズ
- クレイロ
- グレッグ・オールマン
- グレッグ・コーエン
- グレッグ・レイク
- クレモンティーヌ
- グレン・ティプトン
- グレン・ヒューズ
- グレン・フィリップス
- グレン・フライ
- グレン・ベントン
- グレン・マトロック
- グロリア
- グロリア・エステファン
- グロリア・ゲイナー

### け
- KRS-ワン
- k.d.ラング
- ケイティ・タンストール
- ケイティ・ローズ
- ケイト・ブッシュ
- ケイリー（Kalli）
- ゲイリー・シェローン
- ゲイリー・ニューマン
- ゲイリー・バーロウ
- ゲイリー・ブルッカー
- ゲイリー・ムーア
- ゲイリー・ライト
- ケヴィン・ゴドレイ
- ケヴィン・ムーア
- ケヴィン・リトル
- ゲイヴィン・デュグロー
- ケニー・ジョーンズ
- ケニー・バレル
- ケニー・ロギンス
- ケビン・サンダーソン
- ゲム・アーチャー
- ゲルガナ
- ケレン・アン

### こ
- コージー・パウエル
- コーデル・モースン
- コートニー・ラブ
- ゴードン・ライトフット
- コニー・フランシス
- コリー・ハート
- コールマン・ホーキンス
- コンデョー

## さ行

### さ
- 崔健
- サイモン・ウェブ
- サイモン・フィリップス
- サイモン・ポスフォード
- サシャ・ピート
- ザック・エフロン
- ザック・スターキー
- ザック・ワイルド
- サニー・ランドレス
- サミー・ヘイガー
- サム・クック
- サラ・ジェーン・モリス
- サラ・ヴォーン
- サラ・ブライトマン
- サラ・マクラクラン
- サリナ・ジョーンズ
- サンタ・エスメラルダ
- サンディ・デニー

### し
- シアラ
- ジェイ・O
- ジェイク・E・リー
- ジェイ・Z
- ジェイソン・フォークナー
- ジェイソン・ベッカー
- ジェイムズ・コットン
- ジェイムズ・ラブリエ
- ジェームス・テイラー
- ジェームス・ブラウン
- ジェシ・エド・デイヴィス
- ジェシカ・シンプソン
- ジェシー・マッカートニー
- ジェット・ブラック
- ジェニファー・ウォーン
- ジェニファー・ロペス
- ジェフ・バクスター
- ジェフ・ヒーリー
- ジェフ・ベック
- ジェフ・ミルズ
- ジェフリー・ダウンズ
- ジェフ・リン
- ジェフ・ローバー
- ジェマ・ヘイズ
- ジェラルド・ウェイ
- ジェリー・ウォレス
- シェリー・カーリー
- ジェリー・カントレル
- ジェリー・マリガン
- ジェリー・リー・ルイス
- ジェリ・ハリウェル
- シェリル・クロウ
- シェリル・リン
- シェール
- ジェーン・シベリー
- ジェーン・バーキン
- シセル・シルシェブー
- シド・バレット
- シーナ・イーストン（Sheena Easton）
- ジーナ・ストエヴァ
- シネイド・オコナー
- ジノ・ヴァネリ
- ジーノ・ロート
- ジミー・ヴォーン
- ジミー・クリフ
- ジミー・ペイジ
- ジミ・ヘンドリックス
- ジミー・リード
- ジム・オルーク
- ジム・クロウチ
- ジム・モリスン
- ジャーヴィス・コッカー
- シャキーラ
- ジャコ・パストリアス
- ジャスティン・ティンバーレイク
- ジャスティン・ホーキンス
- ジャッキー・マクシー
- ジャッキー・マクリーン
- ジャック・ジョンソン
- ジャックス・マネキン
- ジャック・ブルース
- ジャック・ブレル
- ジャック・マクダフ
- シャーデー・アデュ
- ジャニス・イアン
- ジャニス・ジョプリン
- ジャネット・ジャクソン
- ジャネット・ブレア
- ジェイ・ケイ（ジャミロクワイ）
- シャーリー・ダンジェロ
- シャーリーン
- シャルル・アズナヴール
- ジャ・ルール
- シャルロット・チャーチ
- シャーロット・ハザレイ
- ジャンゴ・ラインハルト
- ジャン・ミッシェル・ジャール
- ジュエル
- ジュエルズ・サンタナ
- ジュディ・シル
- ジュニー・モリソン
- ジュリア・フォーダム（Julia Fordham）
- ジュリアン・ブリーム
- ジュリアン・レノン
- ジュリー・コヴィントン
- ジュリー・ドワロン
- ジュリー・ロンドン
- ジョアン・ジルベルト
- ジョアン・ボスコ
- ジョイ・ベルトラム
- ジョー （Joe）
- ジョー・ウォルシュ
- ジョー・コッカー
- ジョー・ザヴィヌル
- ジョー・サトリアーニ
- ジョー・サンプル
- ジョー・ジャクソン
- ジョー・ストラマー
- ジョー・ペリー
- ジョー・ボクサーズ
- ジョー・リン・ターナー
- ジョージ・デューク
- ジョージ・ハリスン（ジョージ・ハリソン）
- ジョージ・マイケル
- ジョジョ  (Jojo)
- ジョス・ストーン
- ジョセフ・ウィリアムズ
- ジョーダン・スパークス
- ジョーダン・ルーデス
- ジョディ・ワトリー
- ジョナサン・バトラー
- ジョニー・キャッシュ
- ジョニー・グリーンウッド
- ジョニー・サンダース
- ジョニー・バックランド
- ジョニー・マー
- ジョニ・ミッチェル
- ジョー・リノイエ
- ジョブライアス
- ジョルジ・ベンジョール
- ジョルジュ・ムスタキ
- ジョルジョ
- ショーン・キングストン
- ジョーン・バエズ
- ショーン・ポール
- ショーン・レノン
- ジョン・アンダーソン
- ジョン・ウェットン
- ジョン・エサリッジ
- ジョン・エントウィッスル
- ジョン・オーツ
- ジョン・オリヴァ
- ジョン・ケイル
- ジョン・コルトレーン
- ジョン・ゾーン
- ジョン・ディーコン
- ジョン・デンバー
- ジョン・トラボルタ
- ジョン・ノーラム
- ジョン・ハイアット
- ジョン・ハッサール
- ジョン・バロウマン
- ジョン・フォガティ
- ジョン・フルシアンテ
- ジョン・ボーナム
- ジョン・ポール・ジョーンズ
- ジョン・ボン・ジョヴィ
- ジョン・マイヤー
- ジョン・メイオール
- ジョン・リー・フッカー
- ジョン・ルコンプ
- ジョン・レジェンド
- ジョン・レノン
- ジョン・レンボーン
- ジョン・ロード
- ジョン・ロートン
- ジョン・ローベン
- シーラ・E
- シーラ・チャンドラ
- シーラ・マジッド
- シリータ・ライト
- シール
- ジル・ジョーンズ
- シルヴィ・ヴァルタン
- ジルベルト・ジル
- ジルベール・ベコー
- ジーン・ヴィンセント
- ジーン・クラーク
- ジーン・シモンズ
- ジンジャー・ベイカー
- シンディ・ローパー

### す
- スヴェトラ・イヴァノヴァ
- スキータ・デイヴィス
- スクエアプッシャー
- スクリーミング・ロード・サッチ
- スコット・グライムス
- スコット・ゴーハム
- スコット・モリス
- スザンナ・ホフス
- スザンヌ・ヴェガ
- スージー・カン
- スージー・クアトロ
- スタン・ゲッツ
- スタンリー・クラーク
- スチュワート・コープランド
- ステイシー・オリコ
- スティーヴィー・サラス
- スティーヴィー・ニックス
- スティーヴィー・レイ・ヴォーン
- スティーヴィー・ワンダー
- スティーヴ・ヴァイ
- スティーヴ・ウィンウッド
- スティーヴ・スティーヴンス
- スティーヴ・ハウ
- スティーヴ・ハケット
- スティーヴ・ハリス
- スティーヴ・ヒレッジ
- スティーヴ・ミラー
- スティーヴ・ヤング
- スティーヴ・ライヒ
- スティーヴン・スティルス
- スティーヴン・タイラー
- スティーヴン・ビショップ
- スティング
- ステファン・ポンポニャック
- ストヤ
- スヌークス・イーグリン
- スネイル・メイル
- スモーキー・ロビンソン
- スヨン（イ・スヨン）
- スラヴィ・トリフォノフ
- スラッシュ
- スリム・ハーポ
- スール・スーリール

### せ
- セヴェリナ・ヴチュコヴィッチ
- SE7EN
- セカ・アレクシッチ
- セバスチャン・バック
- セリーヌ・ディオン
- セルジオ・メンデス
- セルジュ・ゲンスブール
- セルタブ・エレネル
- セルマ・バイラミ
- セレナ・ゴメズ

### そ
- ソ・テジ
- ソニ・マライ
- ソニー・クリス
- ソニー・スティット
- ソニー・ロリンズ
- ソフィ・マリノヴァ
- ソランジュ
- ソロモン・バーク
- ソンドレ・ラルケ

## た行

### た
- ダイアナ・キング
- ダイアナ・クラール
- ダイアナ・ロス
- ダイアン・シューア
- ダイアン・リーヴス
- タイ・テイバー
- ダイド
- ダイナ・ワシントン
- ダイムバッグ・ダレル
- タウンズ・ヴァン・ザント
- ダグ・アルドリッチ
- タジ・マハール
- ダスティ・スプリングフィールド
- タスミン・アーチャー
- タッド・ダメロン
- ダディー・ヤンキー
- ダニー・トンプソン
- ダニー・ハサウェイ
- ダーニ・ハリスン
- ダニエル・アーランドソン
- ダニエル・パウター
- ダニエル・ビダル
- ダニエル・ブーン
- ダニエル・ベディングフィールド
- ダニエル・リカーリ
- ダフィー
- ダフ・マッケイガン
- タミア
- ターヤ・トゥルネン
- ダリル・ウェイ
- ダリル・ジョーンズ
- ダリル・ホール
- タル・ウィルケンフェルド
- ダン・スワノ
- ダン・ホーキンス
- ダン・ラックスマン

### ち
- チェイェニー・キンボール
- チェット・アトキンス
- チェット・ベイカー
- チャック・シュルディナー
- チャック・ベリー
- チャック・マンジョーネ
- チャック・リーヴェル
- チャック・レイニー
- チャド・スミス
- チャーリー・クリスチャン
- チャーリー・セクストン
- チャーリー・パーカー
- チャーリー・マッスルホワイト
- チャーリー・ワッツ
- チャールズ・ブラウン
- チャールズ・ミンガス

### つ
- ツヴェテリーナ
- ツェツァ
- ツォーマス・プランマン
- ツォーマス・ホロパイネン

### て
- ディアンジェロ
- デイヴィ・グレアム
- デイヴ・エドモンズ
- デイヴ・グルーシン
- デイヴ・スチュワート
- デイヴ・スチュワート
- デイヴ・デイヴィス
- デイヴ・ナヴァロ
- デイヴ・ブルーベック
- デイヴ・マーレイ
- デイヴ・ムステイン
- デイヴ・ロウントゥリー
- ティエリ・アミエル
- ディオニシオ・アグアド
- ディオンヌ・ワーウィック
- D.C.リー
- ティージェイ
- テイショーン
- ティファニー
- ティム・バックリィ
- ティモ・コティペルト
- ティモシー・B・シュミット
- ティモ・トルキ
- テイラー・スウィフト
- テイラー・ヒックス
- ティンバランド
- デヴィッド・フォスター
- デイヴィッド・カヴァデール
- デヴィッド・ギルモア
- デヴィッド・クロスビー
- デヴィッド・ゲイツ
- デヴィッド・シルヴィアン
- デヴィッド・ペイチ
- デヴィッド・ボウイ
- デヴィッド・リー・ロス
- デヴェンドラ・バンハート
- デオダート
- テオドラ
- デクスター・ゴードン
- デシ・スラヴァ
- デズリー
- テッド・ニュージェント
- デニス・ウィルソン
- デニス・デ・ヤング（Denis De Young）
- デニー・レイン
- デビー・ギブソン
- デボラ・コックス
- デボラ・ハリー
- デミ・ロヴァート
- デメトリオ・ストラトス
- デーモン・アルバーン
- デュアン・オールマン
- デューク・エリントン
- デリック・ウィブリー
- デリック・メイ
- デル・シャノン
- デレク・シェリニアン
- デレク・トラックス
- テレンス・イン
- テレンス・トレント・ダービー

### と
- ドゥギー・ホワイト
- トゥーツ・シールマンス
- トゥーパック
- ドクター・ジョン
- トッド・ラングレン
- ドナ・サマー
- ドナルド・フェイゲン
- ドーナル・ラニー
- トニー・アイオミ
- トニー・ウィリアムズ
- トニー・オコナー
- トニー・クリスティ
- トニー・ケイ
- トニー・コックス
- トニーニョ・オルタ
- トニー・バジル
- トニー・バーロウズ
- トニー・バトラー
- トニ・ブラクストン
- トニー・フランクリン
- トニー・ベネット
- トニー・マカパイン
- トニー・レヴィン
- ドノヴァン
- トーマス・マーズ
- トーマス・リンドバーグ
- トミー・エマニュエル
- トミー・ショウ
- トミー・スナイダー
- ドミニク・ハワード
- トミー・フラナガン
- トミー・ボーリン
- トム・ヴァーレイン
- トム・ウェイツ
- トム・ジョーンズ（Tom Jones）
- トム・スコット
- トム・ペティ
- トム・ヨーク
- トム・レーラー
- トム・ロビンソン
- トリスタン・プリティマン
- トレイシー
- トレイシー・チャップマン
- トレヴァー・ホーン
- トレヴァー・ラビン
- トレント・レズナー
- ドン・エイリー
- ドン・オマール
- ドン・ヘンリー

## な行

### な
- ナイル・ロジャース
- ナズ
- ナターシャ・ベディングフィールド
- ナタリー・インブルーリア
- ナタリー・コール
- ナット・キング・コール
- ナッピー・ブラウン
- ナラ・レオン
- ナルシソ・イエペス
- ナンシー・ウィルソン

### に
- ニヴェア
- ニコライ・ギャウロフ
- ニコラス・ツェー
- ニッキー・シックス
- ニッキー・ブロンスキー
- ニッキー・ホプキンス
- ニック・ケイヴ
- ニック・シンパー
- ニック・ドレイク
- ニック・ヘイワード
- ニック・ラシェイ
- ニック・ロウ
- ニーナ・シモン
- ニナ・ニコリーナ
- ニナ・ハーゲン
- ニーナ・ラヴィッチ
- ニーヨ
- ニール・イネス
- ニール・ザザ
- ニール・ショーン
- ニール・スチューベンハウス
- ニール・セダカ
- ニール・ダイアモンド
- ニール・マーレイ
- ニール・ヤング

### ぬ
- ヌーノ・ベッテンコート
- ヌーラ

### ね
- ネイザン・イースト
- ネイサン・フェイク
- ネーナ
- ネナ・チェリー
- ネリー
- ネリー・ファータド

### の
- ノエル・ギャラガー
- ノエル・ポール・ストゥーキー
- ノエル・レディング
- ノーマン・ブラウン
- ノラ・ジョーンズ

## は行

### は
- ハウリン・ウルフ
- パク・ジニョン
- バケットヘッド
- パコ・デ・ルシア
- バーシア
- パーシー・ジョーンズ
- パッツィ・ケンジット
- パット・トーピー
- パット・ブーン
- パット・マルティーノ
- パット・メセニー
- バッドリー・ドローン・ボーイ
- パティ・オースティン
- バディ・ガイ
- パティ・スマイス
- パティ・スミス
- バディ・ホリー
- パティ・ラベル
- バーデン・パウエル
- バート・バカラック
- バート・ヤンシュ
- パトリック・モラーツ
- パトリック・ヤンセン
- バーナード・バトラー
- バーニー・ウィリアムズ
- バーニー・ウォーレル
- バーバラ・モリソン
- ハービー・ハンコック
- ハファエル・ハベーロ
- バーブラ・ストライサンド
- ハマー（M.C.ハマー）
- パリス・ヒルトン
- ハリー・ニルソン
- バリー・マクガイア
- バリー・マニロウ
- バルバラ (歌手)
- ハワード・ジョーンズ
- ハワード・ドナルド
- ハンア・パカリネン

### ひ
- ビクトル・ハラ
- ビザール
- B.J.トーマス
- ピーター・アースキン
- ピーター・ウィルドアー
- ピーター・ガブリエル（ピーター・ゲイブリエル）
- ピーター・クリス
- ピーター・グリーン
- ピーター・セテラ（Peter Cetera）
- ピーター・テクレン
- ピーター・トッシュ
- ピーター・ハミル
- ピーター・バンクス
- ピーター・フランプトン
- ピーター・ホワイト
- ピーター・マーフィー
- ピート・サンドヴァル
- ピート・シーガー
- ピート・タウンゼント
- ピート・ドハーティ
- ピート・ロック
- B.B.キング
- BT (ブライアン・トランソー)
- ヒューバート・サムリン
- ビョーク
- ビヨンセ
- ヒラリー・ダフ
- ビリー・アイドル
- ビリー・オーシャン
- ビリー・コーガン
- ビリー・コブハム
- ビリー・シャーウッド
- ビリー・ジョエル
- ビリー・ヒギンス
- ビリー・プレストン
- ビリー・ホリデイ
- ビル・ブラッフォード
- ビル・ヘイリー
- ビル・ラズウェル
- ビル・ワイマン
- P!NK

### ふ
- ファーギー
- ファッツ・ウォーラー
- ファッツ・ドミノ
- ファットボーイ・スリム
- ファラオ・サンダース
- ファルコ
- ファレル・ウイリアムス
- フィオナ・アップル
- フィッシュ
- フィフティー・セント(50 Cent)
- フィリップ・ウォーカー
- フィリップ・セス
- フィリップ・ベイリー
- フィル・コリンズ
- フィル・ペリー
- フィル・モグ
- フィル・ライノット
- ブーツ・ランドルフ
- ブーツィー・コリンズ
- 王菲（フェイ・ウォン）
- フェイス・ヒル
- フェミ・クティ
- フェラ・クティ
- フェルナンド・ソル
- フォクシー・ブラウン (ラッパー)
- ブッチ・ウォーカー
- ブライアン・アダムス
- ブライアン・ウィルソン
- ブライアン・ジョーンズ
- ブライアン・セッツァー(The Brian Setzer Orchestra)
- ブライアン・デヴィソン
- ブライアン・フェリー
- ブライアン・ブレイド
- ブライアン・マックナイト
- ブライアン・マックファーデン
- ブライアン・メイ
- ブラッド・ギルス
- ブラッド・デルプ
- フランキー・ミラー
- フランク・ギャンバレ
- フランク・ザッパ
- フランク・シナトラ
- フランシスコ・タレガ
- フランス・ギャル
- フランソワ・デュ・ボワ
- ブランディ
- フリー
- フリオ・イグレシアス
- ブリジット・フォンテーヌ
- ブリトニー・スピアーズ
- プリンス
- ブルース・スプリングスティーン
- ブルース・ディッキンソン
- ブレオナ・チェレティ
- プレスラヴァ
- ブレット・アンダーソン
- フレディ・キング
- フレディ・ジャクソン
- フレディ・マーキュリー
- フレドリック・ノルドストローム
- プロフェッサー・ロングヘア
- フローリアン・シュナイダー

### へ
- ヘイデン・パネッティーア
- ベイビーフェイス
- ヘイリー・ウェステンラ
- ヘイリー・ダフ
- ヘザー・ノヴァ
- ヘザー・ヘッドリー
- ベス・ギボンズ
- ベック
- ベッシー・スミス
- ベット・ミドラー
- ペトリ・リンドロス
- ベラ・フレック
- ベリンダ・カーライル（Belinda Carlisle）
- ヘレン・メリル
- ベン・E・キング
- ヘンカ・ブラックスミス
- ベン・ハーパー
- ベン・フォールズ
- ベン・ムーディー

### ほ
- ホアン・アトキンス
- ボーイ・ジョージ
- ホイットニー・ヒューストン
- ボー・ジョック
- ボズ・スキャックス
- ホセ・フェリシアーノ
- ボ・ディドリー
- ボニー・タイラー
- ボニー・レイット
- ボビー・ウーマック
- ボビー・コールドウェル
- ボビー・ブラウン
- ボビー・ブランド
- ボブ・シーガー
- ボブ・デイズリー
- ボブ・ディラン
- ボブ・マグラス
- ボブ・マーリー
- ボブ・ロック
- ポーラ・アブドゥル
- ポーラ・コール
- ポール・ウィンター
- ポール・ウェラー
- ポール・エルスタック
- ポール・キャラック
- ポール・ギルバート
- ポール・クック
- ポール・サイモン
- ポール・サミュエル＝スミス
- ポール・ジャクソン
- ポール・ジャクソン・ジュニア
- ポール・スタンレー
- ポール・チェンバース
- ポール・ディアノ
- ポール・デスモンド
- ポール・ドレイパー
- ポール・バリソン
- ポール・ブラウン
- ポール・マッカートニー
- ポール・モーリア
- ポール・ヤング
- ポール・ロジャース
- ポール・ワークター＝サヴォイ

## ま行

### ま
- マイア
- マイキー・ウェイ
- マイキー・ドレッド
- マイク・オールドフィールド
- マイク・ケネリー
- マイク・シノダ
- マイク・スターン
- マイク・テラーナ
- マイク・パットン
- マイク・パラディナス
- マイク・バンクス
- マイク・ブルームフィールド
- マイク・ベアード
- マイク・ポートノイ
- マイク・マイニエリ
- マイク・ラヴ
- マイク・ラザフォード
- マイケル・アモット
- マイケル・アンジェロ
- マイケル・アンソニー
- マイケル・ヴァイカート
- マイケル・オルソン
- マイケル・キスク
- マイケル・クラーク
- マイケル・シェンカー
- マイケル・ジャクソン
- マイケル・ハッチェンス
- マイケル・バブル
- マイケル・ピネーラ
- マイケル・フォーチュナティ
- マイケル・ブレッカー
- マイケル・ヘッジス
- マイケル・ボルトン
- マイケル・マクドナルド
- マイケル・モンロー
- マイケル・リー・ファーキンス
- マイケル・レポンド
- マイケル・ロメオ
- マイリー・サイラス
- マイルス・デイヴィス
- マーヴィン・ゲイ
- マーク・アンソニー
- マーク・アントワン
- マーク・ウォールバーグ
- マーク・オーエン
- マーク・キング
- マーク・ノップラー
- マーク・ボールズ
- マーク・ボラン
- マーク・マーフィー
- マーク・モリス
- マーク・リボー
- マジック・サム
- マシュー・スウィート
- マチート
- マックスウェル
- マット・ティーセン
- マット・ブルーワー
- マット・レッドマン
- マット・ワーツ
- マッドリブ
- マディ・ウォーターズ
- マドンナ
- マービン・レノアー
- マライア・キャリー
- マリア
- マリア・ジョアン
- マリアナ・ポポヴァ
- マリア・ブルマーカ
- マリア・マッキー
- マリア・マルダー
- マリオン・レイヴン
- マルク・ムーラン
- マルコ・ヒエタラ
- マルコム・ヤング
- マルティカ（Martika）
- マルティン・マカッチョン
- マレーネ・ディートリヒ
- マンディ・ムーア

### み
- ミーカ
- ミゲル・リョベート
- ミシェル・コロンビエ
- ミシェル・ブランチ
- ミシェル・トゥームス
- ミシェル・ンデゲオチェロ
- ミッキー・カーチス
- ミック・エイブラハムズ
- ミック・カーン
- ミック・ジャガー
- ミック・ジョーンズ (ザ・クラッシュ)
- ミック・ジョーンズ (フォリナー)
- ミック・タルボット
- ミック・テイラー
- ミック・トムソン
- ミック・フリートウッド
- ミック・マーズ
- ミック・ロンソン
- ミッシー・エリオット
- ミッシェル・ポルナレフ
- ミートローフ
- ミニー・ドライヴァー
- ミニー・リパートン
- ミルトン・ナシメント
- ミレイユ・マチュー
- ミレーヌ・ファルメール

### む
- ムン・ヒジュン

### め
- メアリー・J. ブライジ
- メアリー・ブラック
- メイヴ
- メイシー・グレイ
- メイス
- メイヤ
- メッテ・ハートマン（Mette Hartmann）
- メラニーC
- メリー・クレイトン
- メリサ・マンチェスター
- メリー・ホプキン

### も
- モニカ
- モニカ・ゼタールンド
- モーリス・ホワイト
- モリッシー
- モーリン・タッカー

## や行

### や
- ヤスカ・ラーチカイネン
- ヤニック・ガーズ
- ヤニック・ノア
- ヤニ・リーマタイネン
- ヤンネ・ウィルマン

### ゆ
- ユッカ・ネヴァライネン
- ユッスー・ンドゥール

### よ
- ヨナス・キェルグレン
- ヨナス・ビョーラー
- ヨハン・リーヴァ
- ヨルン・ランデ

## ら行

### ら
- ライアン・カブレラ
- ライオネル・リッチー
- ライ・クーダー
- ライザ・ミネリ
- ライトニン・ホプキンス
- ライナ
- ライム
- ラウラ・パウジーニ
- ラウル・ミドン
- ラキータ・ガース
- ラキム・アラー
- ラジャ・ラム
- ラーズ・ウルリッヒ
- ラッセル・アレン
- ラトーヤ・ジャクソン
- ラナ・レーン
- ラムゼイ・ルイス
- ラリー・ウィリアムズ
- ラルフ・トレヴァント
- ラルフ・ヒュッター
- ラーレ・アンデルセン
- ランディ・ヴァンウォーマー
- ランディ・クロフォード
- ランディ・ニューマン
- ランディ・ブレッカー
- ランディ・ローズ

### り
- リアーナ
- リアム・ギャラガー
- リアン・ライムス
- リサ・ジェラルド
- リサ・スタンスフィールド
- リサ・マリー・プレスリー
- リサ・レフトアイ・ロペス
- リサ・ローブ
- リズ・マクラーノン
- リタ・クーリッジ
- リチャード・アシュクロフト
- リチャード・カーペンター
- リチャード・ティー
- リチャード・ヘル
- リチャード・ボナ
- リチャード・マークス
- リッキー・マーティン
- リッキー・リー・ジョーンズ
- リック・ウェイクマン
- リック・ジェームス
- リック・スプリングフィールド
- リック・ダンコ
- リッチー・ヴァレンス
- リッチー・コッツェン
- リッチー・サンボラ
- リッチー・ブラックモア
- リッチー・ホゥティン
- リトル・ウォルター
- リトル・リチャード
- リーナ・ホーン
- リバティ・エックス
- リマール
- リー・ライアン
- リー・リトナー
- リル・キム
- リンゴ・スター
- リンジー・バッキンガム
- リンジー・ローハン
- リンダ・ロンシュタット

### る
- ルイ・アームストロング
- ルイ・ジョーダン
- ルイーズ・ナーディング（ルイーズ、ルイーズ・レッドナップ）
- ルイ・プリマ
- ルーカス・グラビール
- ルージャ・マグドルナ
- ルース・ブラウン
- ルディ・サーゾ
- ルーファス・ウェインライト
- ルー・リード
- ルリー・ベル
- ルー・ロウルズ

### れ
- レイクウォン
- レイチェル・スウィート
- レイ・チャールズ
- レイ・デイヴィス
- レイ・パーカーJr.
- レイ・ブラウン
- レイ・マンザレク
- レイン・フェニックス
- レオナ・ルイス
- レオン・ジャクソン
- レオン・ライ(Leon Lai Ming)
- レオン・ラッセル
- レジーナ・スペクター
- レスター・ヤング
- レスリー・チャン
- レスリー・マッコーエン
- レックレス・エリック
- レッドベリー
- レナード・コーエン
- レニ
- レニー・クラヴィッツ
- レニー・ホワイト
- レ・ヌビアン
- レネ・マーリン
- レパ・ブレナ
- レブ・ビーチ
- レミー・キルミスター

### ろ
- ロイ・ウッド
- ロイ・オービソン
- ロジャー・ウォーターズ
- ロジャー・ジョセフ・マニング・ジュニア
- ロジャー・ダルトリー
- ロジャー・マッギン
- ローズ・ピペット
- ロッキー・グレイ
- ロッド・エヴァンス
- ロッド・スチュワート
- ローナン・キーティング
- ロバータ・フラック
- ロバート・クレイ
- ロバート・ジョンソン
- ロバート・トゥルージロ
- ロバート・パーマー
- ロバート・プラント
- ロバート・フリップ
- ロバート・ロックウッド・ジュニア
- ロバート・ワイアット
- ロビー・ウィリアムズ
- ロビー・ロバートソン
- ロビン・トロワー
- ロブ・ゾンビ
- ロブ・ハルフォード
- ローペ・ラトヴァラ
- ロベン・フォード
- ローラ・ニーロ
- ローラ・ブラニガン
- ローラン・ガルニエ
- ローランド・カーク
- ローランド・ギフト
- ロリー・ギャラガー
- ロリーナ・マッケニット
- ローリン・ヒル
- ロル・クレーム
- ロレッタ・リン
- ロン・ウッド
- ロン・セクスミス

## わ行

### わ
- ワイクリフ・ジョン
- Wax
- ワリディ
- ワルター・ワンダレイ

## 参照
- ミュージシャン一覧
  - ポピュラー音楽の音楽家一覧 (日本・個人)
  - ポピュラー音楽の音楽家一覧 (日本・グループ)
  - ポピュラー音楽の音楽家一覧 (グループ) - 日本以外